# 노스이스트링컨셔

노스이스트링컨셔의 위치

노스이스트링컨셔(영어: North East Lincolnshire)는 잉글랜드 링컨셔주에 위치한 단일 자치구로 중심 도시는 그림즈비이며 면적은 191.9km2, 인구는 159,804명(2014년 기준)이다. 1996년 4월 1일에 신설되었다.